# Tanarthrus occidentalis
Tanarthrus occidentalis is een keversoort uit de familie snoerhalskevers (Anthicidae). De wetenschappelijke naam van de soort is voor het eerst geldig gepubliceerd in 1979 door Chandler.